# Una
Una (srbsky Уна) je řeka v severozápadní Bosně a Hercegovině (Unsko-sanský kanton ve Federace Bosny a Hercegoviny, region Banja Luka v Republice srbské) a částečně tvoří její hranici s Chorvatskem (Sisacko-moslavinská župa). Je to přítok Sávy dlouhý 212 km. Povodí má rozlohu 10 400 km². Řeka Una byla prý pojmenována už Římany. Někteří vodáci o ní hovoří jako o nejhezčí řece Evropy. Je to také asi způsobeno průzračností a azurovou barvou její vody.

## Průběh toku

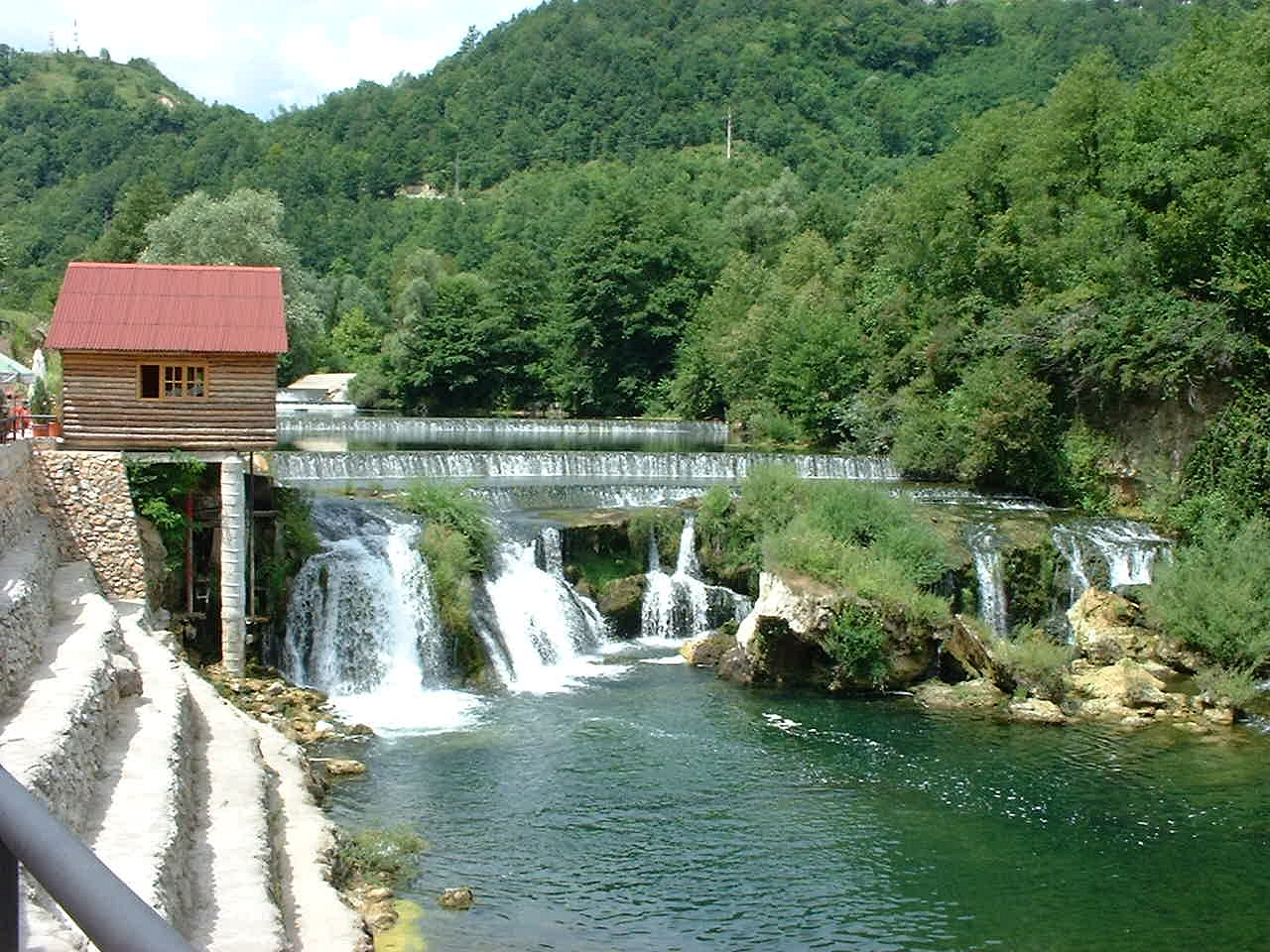
Vodopád na řece Una

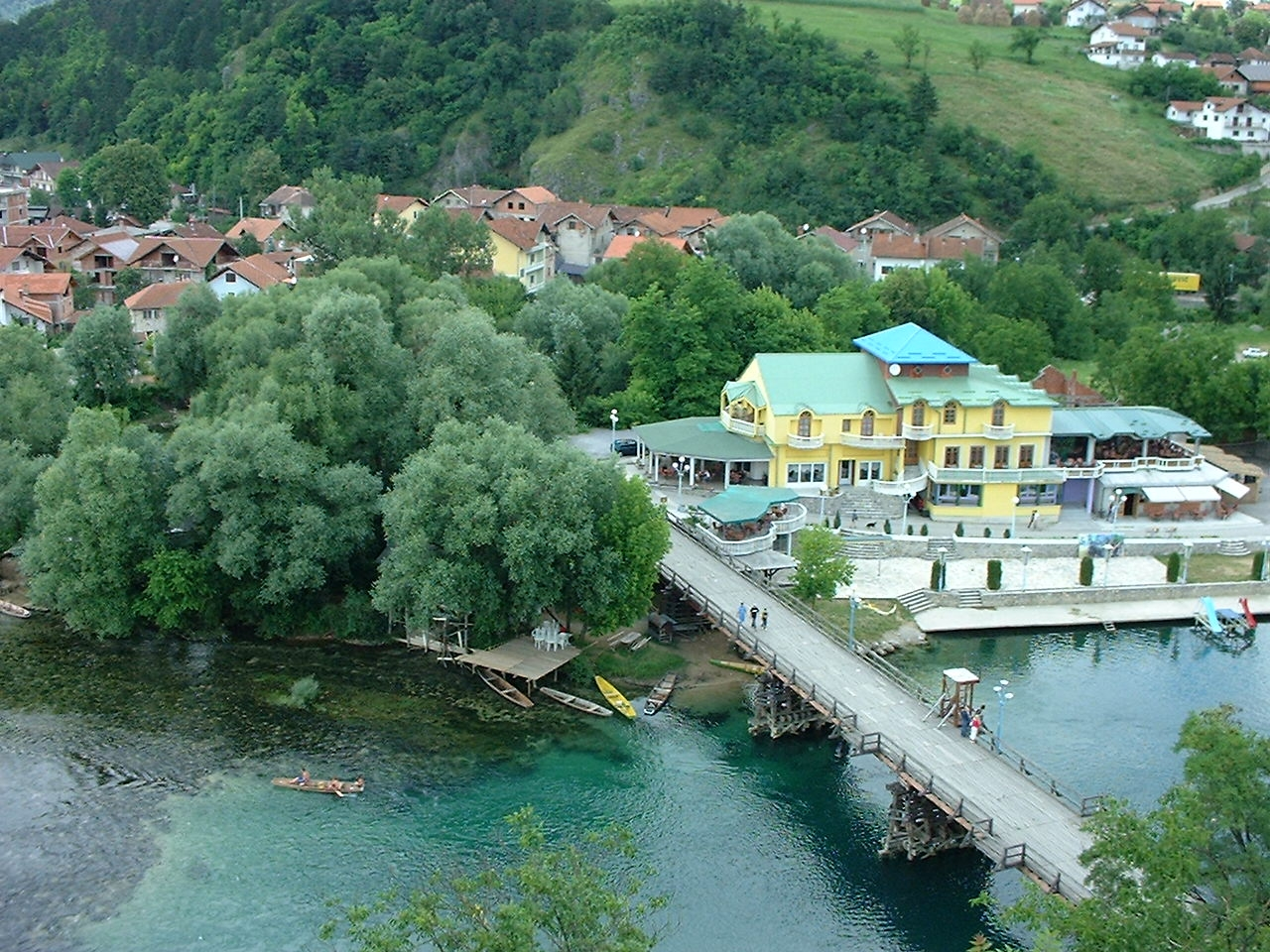
Una v Bosanské Krupě

Řeka pramení pod horou Jadovnik v Dinárských horách, v Západobosenském kantonu. Protéká Dinárskou vysočinou jako bystřina, která vytváří četné peřeje, vodopády a tůně. Dále od soutoku s řekou Unac pak protéká málo obydlenou (nebo spíše vysídlenou) krajinou. Za městečkem Kulen Vakuf je sevřena do těsného koryta, aby se dál vydala na cestu v četných meandrech. Celý tok je z levé strany lemován nefungující železnicí s ponurými a vypálenými zastávkami a nádražíčky. Pozůstatků po válce je zde mnoho. Za osadou Celje se nachází pozoruhodné místo na řece - vodopád Štrbački Buk. Voda zde padá v několika kaskádách z výšky asi 17 m v padesátimetrové impozantní šíři do úzkého kaňonu. Pro vodáky tu začíná nejsložitější a také nejhezčí úsek plavby (označovaný jako WW 3-WW 4). V délce několika kilometrů hladina řeky klesá asi o 15 m. Zajímavé je, že se poté začínají objevovat dlouhé tišiny zakončené hrází s jakousi přírodní propustí. Břehy jsou porostlé bujnou vegetací a lemují je srázy kaňonu. Po opuštění těsného údolí se nabízí úplně jiný pohled; krajina se otevře a řeka pomalu a Una líně teče hustě osídlenou oblastí směrem k městečku Ripač a poté k Bihaći, centru Unsko-sanského kantonu, aby se po místě zvaném Kostelski Buk a opuštění turbin elektrárny vrátila do jiného kaňonu zvaného Grmuša. Tady už vzhled řeky a její okolí poněkud ovlivňuje živá silnice a železnice na jejím pravém břehu. V tomto místě je vidět i hrad Ostrožac tyčící se nad jejím levým břehem. Vodácky zajímavé úseky řeky končí za kaňonem Grmuša v Bosanské Krupě a nebo v městečku Bosanska Otoka (jeho název znamená v překladu ostrovy na Uně). Dále řeka zmohutní, ztratí svoji horskou modř a líně teče jako nížinný tok až do soutoku se Savou za Bosanskim Novim.

### Přítoky
Největšími přítoky řeky je Unac, Sana, Klokot (zajímavá řeka pramenící mohutnou vyvěračkou zpod hory Plješevica) a Krušnica.

## Vodní režim
Nejvyšších vodních stavů dosahuje na jaře. Na podzim dochází k povodním, které jsou způsobené dešti. Průměrný roční průtok vody poblíž ústí činí přibližně 200 m³/s.

## Osídlení
Una protéká následujícími sídly: Martin Brod, Kulen Vakuf, Ripač, Bihać, Bosanska Krupa, Bosanska Otoka, Bosanski Novi, Dvor, Hrvatska Kostajnica a Kozarska Dubica, u vesnice Jasenovac se vlévá do Sávy. Řeka dala název Unsko-sanskému kantonu. Její údolí je hustě osídlené, vedou tady i důležité silniční a železniční komunikace. Na dolním toku je možná vodní doprava pro menší lodě.